# Palazzo Brancoli Pantera
Palazzo Brancoli Pantera, già Palazzo Massagli, è un edificio storico di Lucca.

## Descrizione
Il palazzo risale al XVII secolo ed è dotato di un giardino privato. Nelle carte antiche della città di Lucca il giardino non si vede nel XVII secolo, ma lo si trova in una pianta del 1843, dove sono distinguibili aiuole rettangolari e circolari. Tra la fine del XIX e l'inizio del XX secolo il giardino fu deturpato per la creazione di un'autorimessa con terrazza coperta a pergola.
Ha una forma irregolare con accesso sul lato nord e presenta alcuni vialetti in ghiaia che si incontrano in posizione sfasata attorno a una fontanella circolare. È dominato da una grande magnolia e presenta numerose specie fiorite e un piccolo roseto.